# Đăk Rơ Wa
Đăk Rơ Wa hay Đắk Rơ Va là một xã thuộc thành phố Kon Tum, tỉnh Kon Tum, Việt Nam.

## Địa lý
Xã Đăk Rơ Wa nằm cách trung tâm thành phố Kon Tum 3 km về phía đông nam, có vị trí địa lý:
- Phía đông giáp xã Đăk Blà
- Phía tây giáp các phường Thắng Lợi, Thống Nhất và xã Chư Hreng
- Phía nam giáp tỉnh Gia Lai và xã Chư Hreng
- Phía bắc giáp phường Trường Chinh và xã Đăk Blà.

Xã Đăk Rơ Wa có diện tích 26,53 km², dân số năm 2020 là 4.019 người, mật độ dân số đạt 151 người/km².

## Hành chính
Xã Đăk Rơ Wa được chia thành 5 thôn: Kon Kơ Tu, Kon Jơ Dri, Kon Klor, Kon Tum Kơ Pơng (Kon Tum Kpơng Klah), Kon Tum Kơ Nâm (Kon Tum Kơ Nâm Htô).

## Lịch sử
Ngày 22 tháng 11 năm 1996, Chính phủ ban hành Nghị định số 73-CP về việc thành lập xã Đăk Rơ Wa trên cơ sở 2.840 ha diện tích tự nhiên và 2.038 nhân khẩu của xã Chư Hreng.
Ngày 10 tháng 4 năm 2009, Chính phủ ban hành Nghị định 15/NĐ-CP về việc thành lập thành phố Kon Tum thuộc tỉnh Kon Tum. Xã Đăk Rơ Wa trực thuộc thành phố Kon Tum.